# Georg Vilhelm af Storbritannien
Georg Vilhelm (engelsk: George William; 13. november 1717 – 17. februar 1718) var en britisk prins, der var søn af kong Georg 2. og Caroline af Ansbach, som ved hans fødsel var fyrste og fyrstinde af Wales. Han døde tre måneder og fire dager gammel.

## Biografi
Prins Georg Vilhelm blev født på St. James's Palace i London. Hans far var prins Georg, fyrste af Wales, søn af kong Georg 1.. Hans mor var Caroline af Ansbach, datter af markgreve Johan Frederik af Brandenburg-Ansbach. 26 dage efter sin fødsel blev han døbt på St. James's Palace af enten ærkebiskoppen af Canterbury, William Wake, eller af biskoppen av London, John Robinson. Hans faddere var bedstefaderen, kongen, hertugen av Newcastle (hofmarskal ved kongens hof) og hertuginden af St. Albans (First Lady of the Bedchamber hos hans mor).
Spædbarnet Georg Vilhelm døde tre måneder gammel, længe før hans far kom på tronen som Georg 2. Hans forældre gav Georg 1. skylden for sønnens død, eftersom han beordrede dem til at forlade St. James's Palace og dermed forlade sine unge børn. Selv om det ikke var årsagen til hans død, forværrede det forholdet mellem fyrsten af Wales og faderen.

## Titel
- 13. november 1717 – 17. februar 1718: Prins George William